# Milhac
Milhac ist eine französische Gemeinde mit 199 Einwohnern (Stand 1. Januar 2022) im Département Lot in der Region Okzitanien. Sie gehört zum Arrondissement Gourdon und zum Kanton Gourdon.
Nachbargemeinden sind Groléjac im Nordwesten, Veyrignac im Norden, Sainte-Mondane im Nordosten, Fajoles im Osten, Anglars-Nozac im Südosten, Payrignac im Süden und Saint-Cirq-Madelon im Westen.

## Bevölkerungsentwicklung
| Jahr      | 1962 | 1968 | 1975 | 1982 | 1990 | 1999 | 2008 | 2018 |
| --------- | ---- | ---- | ---- | ---- | ---- | ---- | ---- | ---- |
| Einwohner | 156  | 139  | 151  | 160  | 183  | 195  | 208  | 182  |

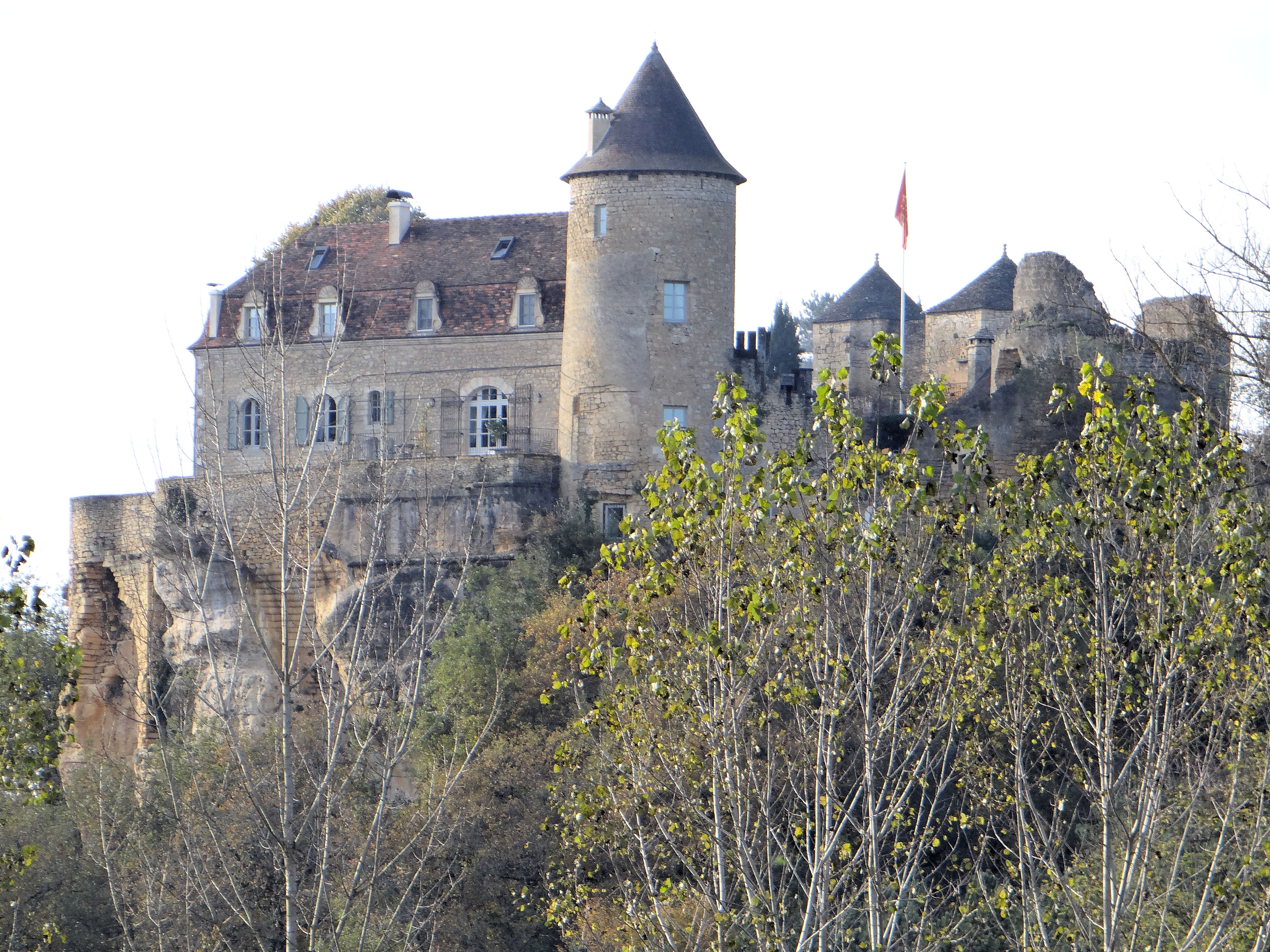
Schloss
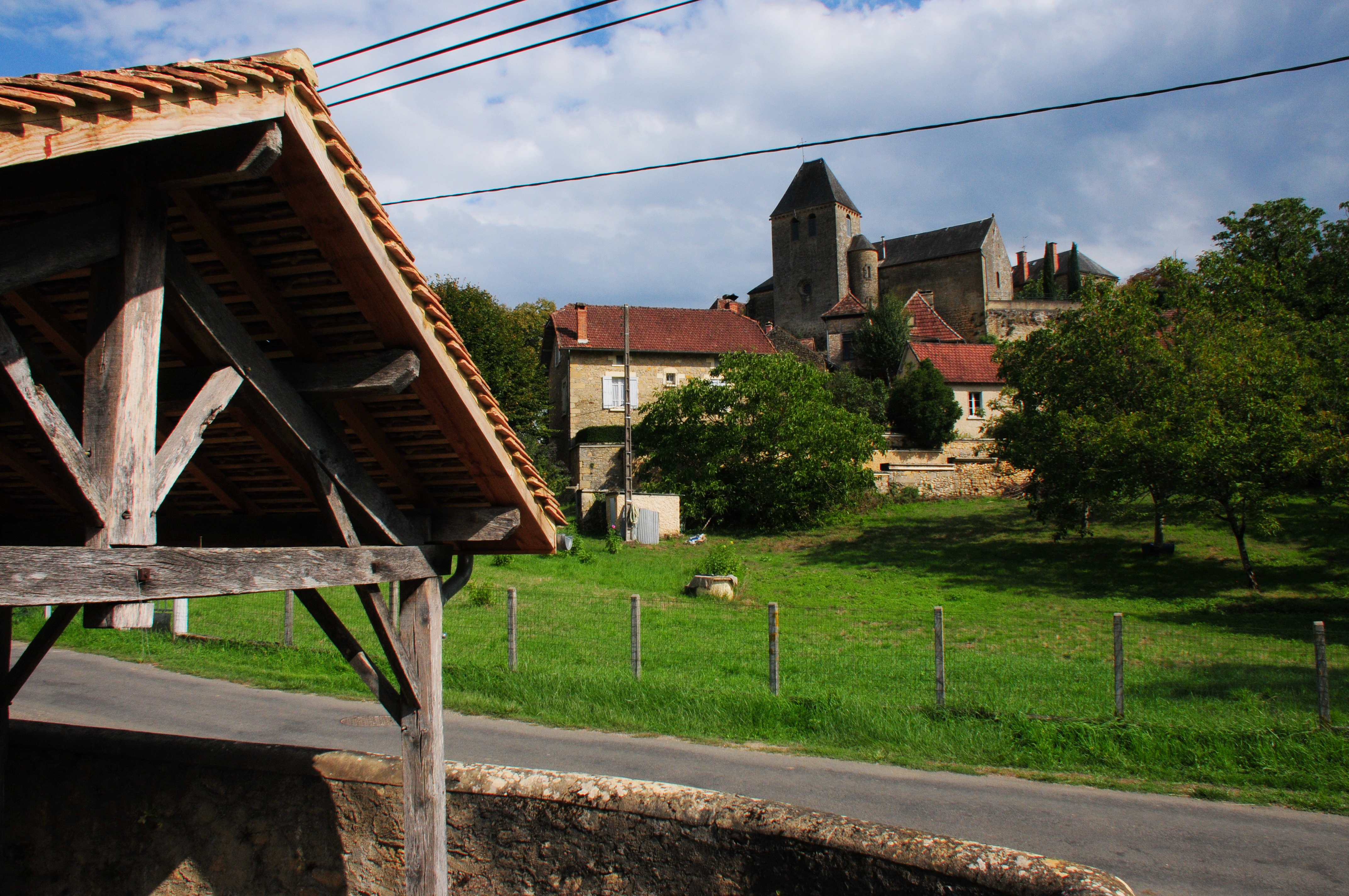
Ehemaliges Waschhaus und Kirche Notre-Dame
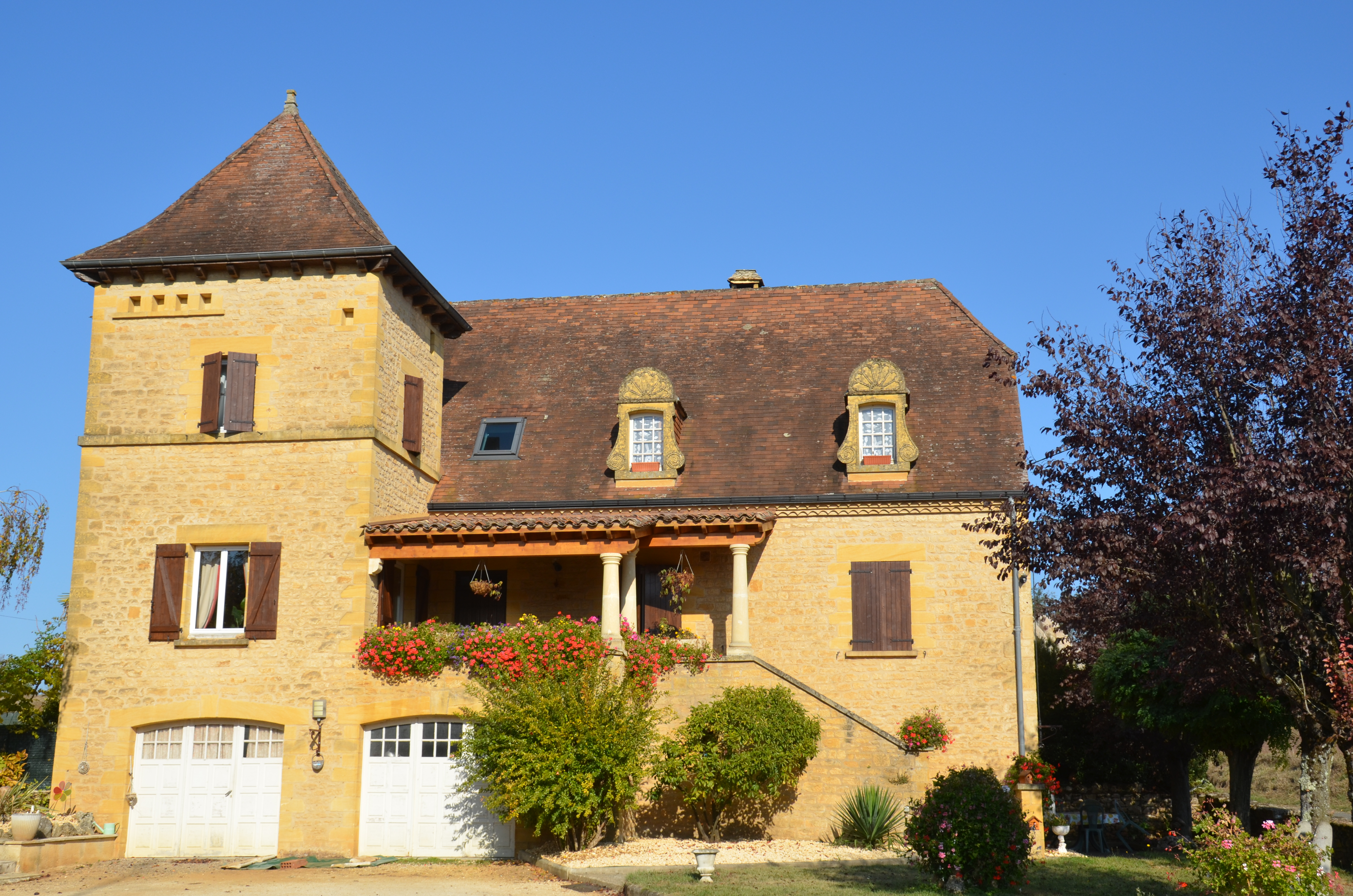
In traditionellem Stil erbautes Haus mit Taubenschlag